# Referendum per l'indipendenza del Donbass del 2014
Il referendum sull'indipendenza del Donbass (in ucraino Референдум про незалежність Донбасу?) è stata una consultazione elettorale organizzata l'11 maggio 2014 dagli indipendentisti ucraini filo-russi della Nuova Russia. Il referendum è stato fortemente criticato dal governo centrale dell'Ucraina, dagli Stati Uniti, dall'Unione europea, dal Giappone e parzialmente dalla Bielorussia.
Organizzazioni internazionali e osservatori hanno denunciato forti brogli elettorali e repressioni militari.
L'unico Stato a riconoscere il referendum è stata la Federazione Russa.
Il referendum si è svolto in tre regioni ucraine: Oblast' di Donec'k (79%), Oblast' di Luhans'k (86%) e Oblast' di Charkiv (60%). Nell'ultima il referendum è fallito.
Secondo la dichiarazione del presidente f.f. dell'Ucraina Oleksandr Turčynov, circa il 32% degli elettori ha preso parte al referendum nella regione del Donbass. Il referendum è stato boicottato dagli ucraini etnici e dalla maggior parte dei sostenitori di un'Ucraina unita.

## Antefatti
Il referendum riguardo all'indipendenza dell'Ucraina si è svolto il 1º dicembre 1991. L'unica domanda scritta sulle schede era: "Approvi l'Atto di Dichiarazione di Indipendenza dell'Ucraina?" con il testo dell'Atto stampato prima della domanda. Il referendum fu richiesto dal Parlamento dell'Ucraina per confermare l'Atto di Indipendenza, adottato dal Parlamento il 24 agosto 1991.
I cittadini sovietici del Donbass espressero sostegno per l'indipendenza e la permanenza in Ucraina. Al referendum votarono il 73.60% dei residenti e tra di essi l'80.16% votarono "Sì".

## Quesito
L'11 maggio 2014, al referendum regionale è stata sollevata una domanda, in lingua ucraina e russa:
Le opzioni di risposta erano "Sì" o "No".

## Legittimità
La Costituzione e la legislazione dell'Ucraina prevedono solo un referendum tutto ucraino, un referendum sulla modifica della struttura territoriale può essere nominato solo dal parlamento.
Le autorità ucraine avevano già definito illegittimi i referendum di Donetsk e Lugansk. Il presidente ucraino f.f. Oleksandr Turčynov ha annunciato che i referendum nelle regioni di Donetsk e Luhansk non avrebbero conseguenze legali, solo gli organizzatori sarebbero responsabili della loro partecipazione. Tuttavia, le autorità hanno affermato che condurranno un dialogo nell'Ucraina orientale con coloro che “non hanno sangue sulle mani e sono pronti a difendere i propri obiettivi e le proprie convinzioni con mezzi legali. Il Presidente f.f. dell'Ucraina Oleksandr Turčynov ha dichiarato anche che: "il referendum nell'est dell'Ucraina non avrà conseguenze legali".

## Referendum alternativo
Il referendum consultivo "Per la pace, l'ordine e l'unità con l'Ucraina" sullo status delle regioni di Donetsk e Luhansk si è svolto l'11 maggio del 2014.
Tre domande sono state sottoposte a referendum: 
- Sei favorevole alla conservazione della tua comunità territoriale in Ucraina?
- Sei favorevole all'adesione della tua comunità territoriale all'organizzazione illegale e non riconosciuta "Repubblica Popolare di Donetsk"?
- Sei favorevole alla federalizzazione dell'Ucraina?»